# Take a Look (Natalie Cole)
Take a Look è un album della cantante statunitense Natalie Cole, pubblicato dall'etichetta discografica Elektra il 9 giugno 1993.
L'album, disponibile su long playing (doppio), musicassetta e compact disc, è prodotto da André Fischer e Tommy LiPuma. Dal disco viene tratto il singolo omonimo.

## Tracce
1. I Wish You Love
2. I'm Beginning to See the Light
3. Swingin' Shepherd Blues
4. Crazy He Calls Me
5. Cry Me a River
6. Undecided
7. Fiesta in Blue
8. I'm Gonna Laugh You Right Out of My Life
9. Let There Be Love
10. It's Sand, Man
11. Don't Explain
12. As Time Goes By
13. Too Close for Comfort
14. Calypso Blues
15. This Will Make You Laugh
16. Lovers
17. All About Love
18. Take a Look